# Nikolla Onufri

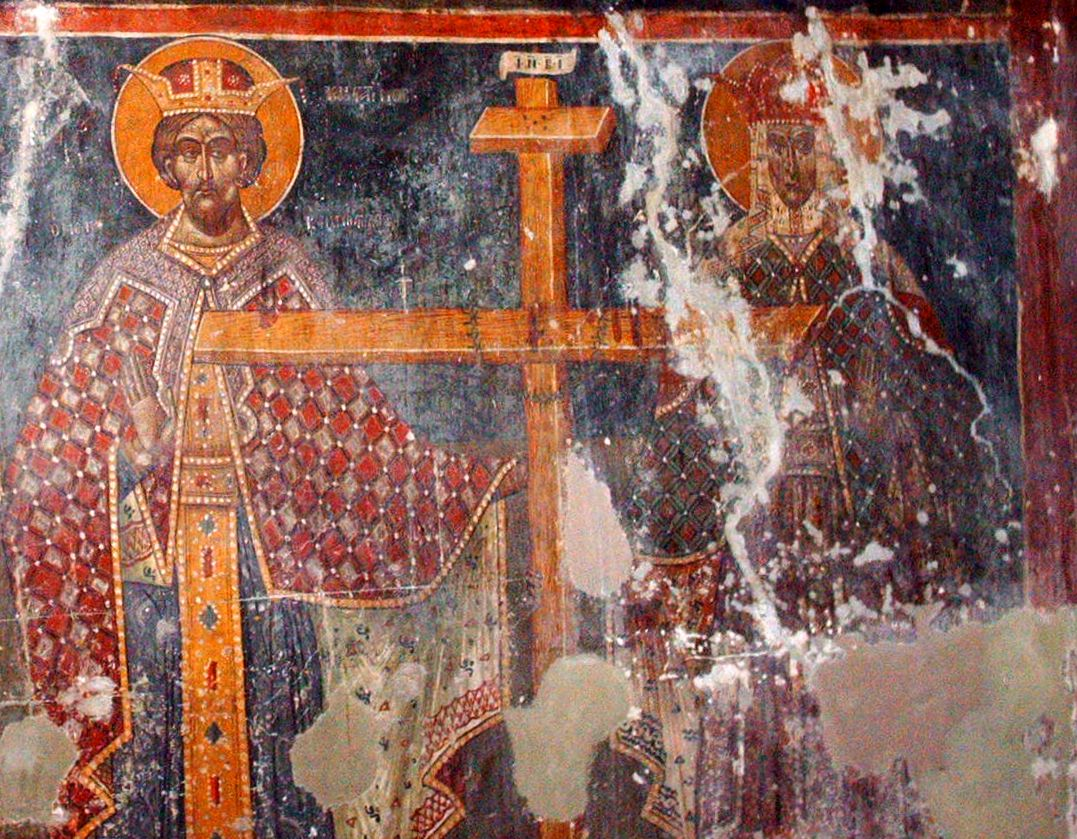
Kaiser Konstantin und seine Mutter Helena mit dem Hl. Kreuz, Berat

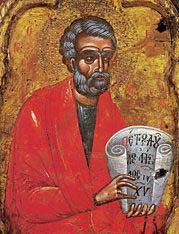
Apostel Petrus, Onufri-Museum Berat

Nikolla war der Sohn des albanischen Ikonenmalers Onufri. Der Name seines Vaters wird ihm häufig als Cognomen beigegeben. Er lebte in der zweiten Hälfte des 16. Jahrhunderts, übernahm den Stil seines Vaters und führte dessen Werkstatt fort. Nikolla war unter anderem in Berat tätig, wo er die Kirche Maria Entschlafung auf der Burg vollständig mit Fresken ausgestaltete.